# Ben Sharpsteen
Benjamin "Ben" Sharpsteen (ur. 4 listopada 1895 w Tacoma, zm. 20 grudnia 1980 w hrabstwie Sonoma) – amerykański reżyser i producent filmowy z The Walt Disney Company.

## Życiorys
W 1916 ukończył University Farm (obecnie University of California at Davis), podczas I wojny światowej służył w Marine Corps. Później pracował w Nowym Jorku jako animator w studiach filmowych, m.in. Hearst International, Paramount Studio, Jefferson Films i Max Fleischer Studio. W 1929 dołączył do studia Disneya. Był animatorem w produkcji krótkometrażowych filmów z Myszką Miki, m.in. When the Cat's Away (1929), Mickey's Follies (1929), The Chain Gong (1930), Traffic Troubles (1931), The Birthday Party (1931), Touchdown Mickey (1932), The Klondike Kid (1932), Warsztat Świętego Mikołaja (1932), Na budowie (1933), Miki Guliwerem (1934), jednego filmu z serii Silly Symphonies – Kraina kołysanek (1933) i jednej krótkometrażówki z Kaczorem Donaldem – The Wise Little Hen. Wyreżyserował 21 krótkometrażówek Disneya, w tym Miki Rewolwerowiec (1934), Stacja obsługi samochodów Myszki Miki (1935), Ciasteczkowy Karnawał (1935), Na Lodzie (1935), Kogut mistrz ringu (1935), Zepsute Zabawki (1935), Straż pożarna Mikiego (1935), Dzień przeprowadzki (1936), Obróci się to przeciw tobie (1937), Czyszczenie Zegara (1937) i W przyczepie Mikiego (1938).
Uczestniczył w produkcji filmu Królewna Śnieżka i siedmiu krasnoludków (1937), później odpowiadał za reżyserię i produkcję kilku innych pełnometrażowych filmów Disneya. W 1940 wraz z Hamiltonem Luske wyreżyserował film Pinokio, w 1941 był jednym z reżyserów (obok Samuela Armstronga) Dumbo, w 1942 wraz z Davidem Handem wyreżyserował Bambiego. Był kierownikiem produkcji Fantazji (1940), Kopciuszka (1950) i Alicji w Krainie Czarów (1951). W 1958 wyreżyserował film dokumentalny Białe pustkowia, za który w 1959 otrzymał Oscara za najlepszy pełnometrażowy film dokumentalny. Również w 1958 wyprodukował krótkometrażowy film dokumentalny Ama Girls, za który w 1959 otrzymał Oscara.